# 米歇爾·斯蒂文納
米歇爾·斯蒂文納（1933年3月14日—）是一名法國前足球員，司職左翼或前鋒。
在斯蒂文納的球會生涯中，他曾效力於朗斯(1954年–1961年)和昂熱(1961年–1969年)。1960年，他為法國國家隊參加1960年歐洲國家盃，並上陣兩次。

## 外部鏈接
- Michel STIEVENARD Profile （页面存档备份，存于）於法國足球總會（法語）